# Arenaria pedunculosa
Arenaria pedunculosa là loài thực vật có hoa thuộc họ Cẩm chướng. Loài này được Wedd. mô tả khoa học đầu tiên năm 1864.